# Real Irish Republican Army
Real Irish Republican Army o RIRA (in italiano Vero Esercito Repubblicano Irlandese ) è un'organizzazione paramilitare nata nel 1997 in seguito alla scissione di alcuni elementi dissidenti dalla Provisional IRA, contrari alla strategia del processo di pace perseguita dalla dirigenza.
Dal 2012 è conosciuta anche come New IRA.

## Storia
La RIRA si è formata alla fine del 1997 quando alcuni dissidenti guidati da Michael McKevitt, ex quartiermastro generale (responsabile per l'approvvigionamento e la distribuzione di armi ed esplosivi) dell'IRA e marito di Bernadette Sands (sorella di Bobby Sands, morto durante lo sciopero della fame del 1981 nel carcere di Long Kesh), e Liam Campbell, importante figura della Brigata South Armagh, decisero di uscire dall'organizzazione per continuare la lotta armata contro la presenza britannica in Irlanda del Nord. Dopo alcune azioni che dimostravano come, pur se limitati nel numero, questi "veterani" dell'IRA esperti nella fabbricazione di bombe erano in grado di costituire una seria minaccia per il processo di pace, il 15 agosto 1998 un'autobomba della RIRA nel centro di Omagh causò la morte di 29 persone, diventando il singolo attentato più sanguinoso nella storia dei Troubles.
In seguito alla pressione delle forze di sicurezza a nord e a sud del confine, la RIRA ha dichiarato un cessate il fuoco poco dopo la strage. L'arresto di numerosi militanti, tra cui McKevitt e Campbell, ha assestato un altro duro colpo all'organizzazione. In carcere si è poi sviluppata una faida tra due gruppi di detenuti, uno fedele a McKevitt e l'altro a Campbell, che non ha fatto altro che peggiorare la situazione per l'organizzazione. Attualmente la Real IRA sopravvive, seppur ridotta a un piccolo nucleo, mettendo a segno qualche attentato senza causare vittime. Nel maggio 2006 il gruppo è stato nuovamente decimato dagli arresti ad Alicante di tre dirigenti dell'organizzazione.
Dopo un lungo periodo in cui ha effettuato solo alcune azioni di relativa entità, il 7 marzo 2009 ha rivendicato l'uccisione di due militari britannici, e il ferimento di altri due, avvenuto in un attacco alla base militare di Massereene nella contea di Antrim. Nell'aprile 2010, ha invece rivendicato l'esplosione di una autobomba vicino alla sede del MI5, il servizio segreto britannico, alla periferia di Belfast dietro l'ex campo militare di Palace Barracks Holywood. L'attentato non ha causato vittime. Il 5 ottobre 2010 la Real IRA rivendica un attentato nella cittadina di Derry. Un'autobomba esplode vicino ad un Hotel causando due feriti tra gli agenti di Polizia.
Secondo fonti vicine all'organizzazione, attualmente, la Real IRA supera le 600 unità mentre secondo altre testimonianze può contare su 250-300 effettivi. Nella dichiarazione di inizio 2011, rilasciata in esclusiva per il giornale Sunday Tribune, la Real IRA ha minacciato di espandere la sua campagna armata, progettando attentati con armi da fuoco ed esplosivi su una vasta gamma di obiettivi militari britannici, commerciali, politici e giudiziari.